# No Fun
No Fun (рус. Ничуть не весело) — песня прото-панк-группы The Stooges, вошедшая четвёртым треком на их одноимённый дебютный альбом и первым на стороне B пластинки. «No Fun» также вошла на компиляцию лучших вещей Игги Попа «A Million in Prizes: The Anthology». Песня считается своего рода гимном панк-рока.
Песня начинается с недолгого вступления на ударных, после которого начинает играться эффектный гитарный рифф. В течение длинной композиции также звучит мрачное гитарное соло. Нигилистская лирика Игги Попа является одной из причин культового положения песни в панк-рок-среде. В песне описывается мрачное, безрадостное (no fun) существование, отсутствие какого-либо реального жизненного выбора — «maybe go out, maybe stay at home, maybe call momma on the telephone» (рус. может, уйти, может, остаться дома, может, позвонить маме).
«No Fun» является одной из самых знаменитых песен группы, а на концертах возрождённых The Stooges в 2000-х обычно идёт одной из последних в сет-листе. На песню существует огромное количество кавер-версий, в основном в исполнении панк-рокеров. Так, Sex Pistols играли «No Fun» ещё на демозаписях 1976 года, а в дальнейшем стали исполнять на концертах, «представляя» песню не знакомой с панком и прото-панком английской аудитории; в частности, исполнение «No Fun» завершило последний концерт группы. Также «No Fun» записали The Black Keys для The Moan EP, Some Girls для All My Friends Are Going Death, The Orb для The Peel Sessions Volume 2, The Damned, The Four Corners.